# 33.ª Divisão de Granadeiros Waffen SS Charlemagne (1.ª Francesa)
A Brigada Waffen Grenadier Charlemagne (em alemão:  Waffen-Grenadier-Brigade der SS "Charlemagne") foi uma unidade das Waffen-SS formada em setembro de 1944 a partir de colaboracionistas franceses, muitos dos quais já serviam em várias outras unidades alemãs.
Baptizada com o nome de Carlos Magno, o imperador franco do século IX, a Brigada Charlemagne substituiu duas unidades de voluntários franceses que já serviam no Exército Alemão (Wehrmacht) e nas Waffen-SS, nomeadamente a Legião de Voluntários Franceses contra o Bolchevismo e a Brigada de Voluntários das SS de França ("SS-Freiwilligen Sturmbrigade "Frankreich"). A divisão também incluía recrutas franceses de outras formações militares e paramilitares alemãs e Miliciens que tinham fugido antes da Libertação Aliada de França (junho-novembro de 1944).
Após o treino, a Brigada Carlos Magno foi reclassificada como uma divisão como a 33ª Divisão Waffen Grenadier das SS Charlemagne(1ª Francesa) (33. Waffen-Grenadier-Division der SS "Charlemagne" (französische Nr. 1)). Tinha 7.340 homens quando foi destacada para a Frente Oriental (Segunda Guerra Mundial) em fevereiro de 1945. Lutou contra as forças soviéticas na Pomerânia onde foi quase aniquilada durante a Ofensiva da Pomerânia Oriental no espaço de um mês. Cerca de 300 membros da unidade participaram na Batalha de Berlim em abril-maio de 1945 e estiveram entre as últimas forças do Eixo a render-se.

## Antecedentes

### Legião de Voluntários Franceses contra o Bolchevismo

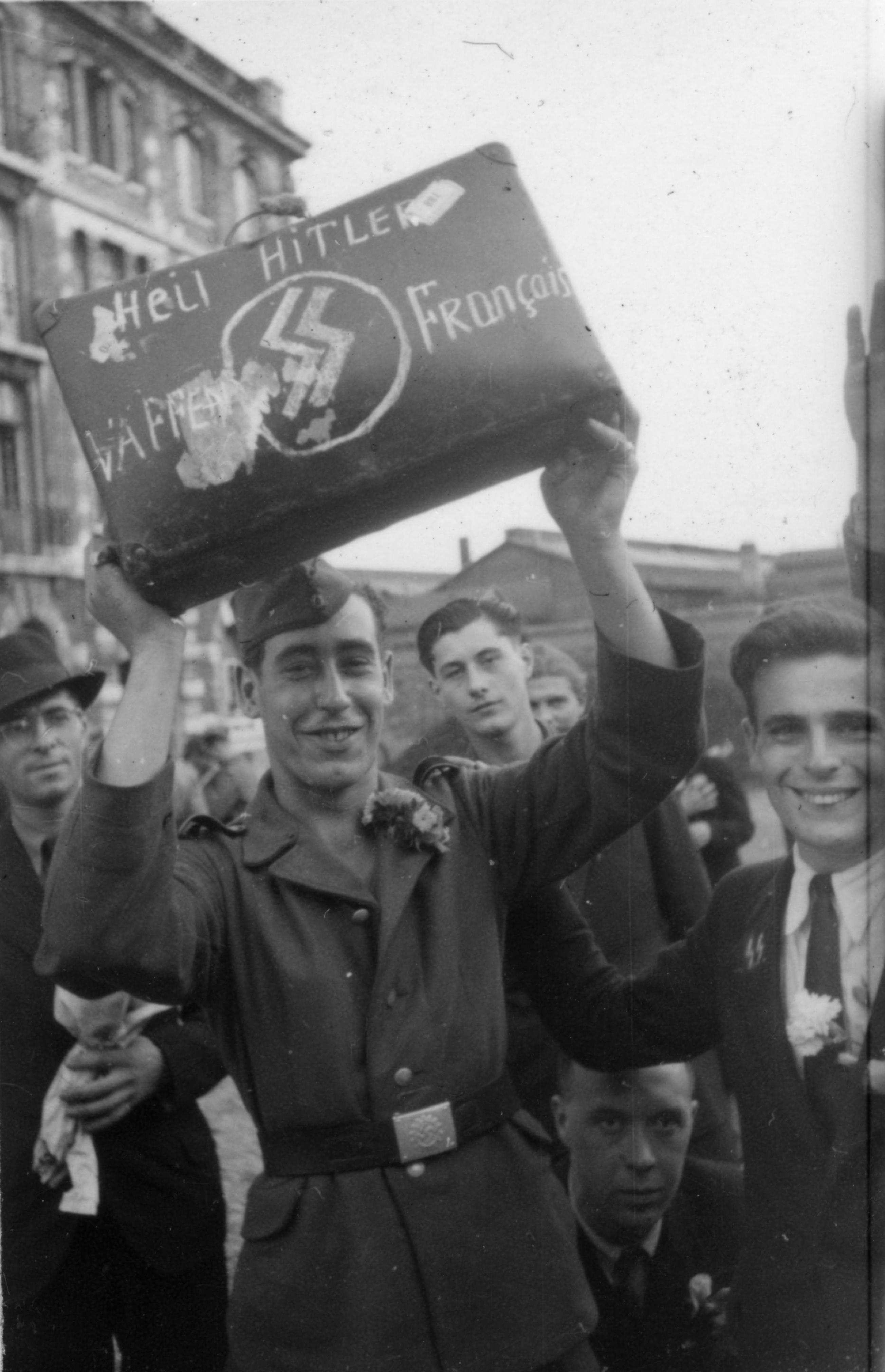
SS-Volunteer Sturmbrigade France

partindo de Paris em outubro de 1943]]
{Legião dos Voluntários Franceses contra o Bolchevismo A Legião de Voluntários Franceses contra o Bolchevismo ("Légion des Volontaires Français contre le Bolchévisme" ou LVF) foi uma unidade do Exército Alemão ("Wehrmacht") formada pouco depois da Operação Barbarossa, em junho de 1941, por uma coligação de pequenas facções políticas de extrema-direita dentro da França de Vichy. Embora os seus apoiantes apoiassem mais explicitamente a ideologia nazi e a colaboração estreita com a Alemanha nazi do que o próprio regime de Vichy, as autoridades alemãs mantiveram-se cépticas quanto à incorporação de soldados franceses e limitaram significativamente o tamanho da unidade. Além disso, só conseguiu incorporar 5.800 recrutas entre 1941 e a sua dissolução em 1944. Foi também mantida à distância pelo regime de Vichy. A LVF participou na Batalha de Moscovo em novembro-dezembro de 1941, mas sofreu pesadas baixas e teve um fraco desempenho em combate. Durante a maior parte da sua existência, esteve confinada às chamadas operações de "luta contra bandidos" (Bandenbekämpfung) atrás da linha da frente na Bielorrússia ocupada pelos alemães e na Ucrânia. A Legião Tricolor (Légion Tricolore) formada em França com o apoio de Vichy foi mais tarde também absorvida pela LVF. No início de 1944, a unidade voltou a participar em operações de segurança na retaguarda. Em junho de 1944, após o colapso da frente do Grupo de Exércitos do Centro durante a  ofensiva de verão do Exército Vermelho, a LVF foi anexada ao 4º Regimento de Polícia SS.

### SS Volunteer Sturmbrigade France
{SS Volunteer Sturmbrigade France A SS Volunteer Sturmbrigade France (SS-Freiwilligen Sturmbrigade "Frankreich") foi formada em julho de 1943 como a primeira formação francesa permitida dentro das Waffen-SS. Era liderada pelo SS-Obersturmbannführer [Paul-Marie Gamory-Dubourdeau]] que tinha servido anteriormente na Legião Estrangeira Francesa. Atraiu cerca de 3.000 candidatos na França ocupada pelos alemães, muitos dos quais eram membros do grupo paramilitar colaboracionista Milice ou estudantes universitários. Os requisitos oficiais eram que o recruta tinha de ser "isento de sangue judeu" e ter entre 20 e 25 anos de idade. Os cerca de 1.600 homens da Sturmbrigade foram ligados à 18ª Divisão de Panzergrenadier Voluntários das SS Horst Wessel e enviados para Galicia na Frente Oriental. Em combates pesados contra o Exército Vermelho, 7 oficiais e 130 homens foram mortos, enquanto 8 oficiais e 661 homens ficaram feridos.

## Formação
A LVF e a Brigada Francesa foram dissolvidas em setembro de 1944, na sequência da Libertação de França. Os seus soldados foram integrados numa nova unidade criada no mesmo mês, chamada Brigada Waffen Grenadier das SS Charlemagne (Waffen-Grenadier-Brigade der SS Charlemagne). A eles se juntaram colaboradores franceses que fugiam do avanço aliado no oeste, bem como franceses da German Navy, do National Socialist Motor Corps (NSKK), da Organisation Todt e da detestada polícia de segurança Milice que tinha fugido antes das forças aliadas. SS-Brigadeführer [Gustav Krukenberg]] foi nomeado para comandar a divisão, enquanto Edgar Puaud]], que tinha comandado a LVF, era o comandante nominal francês. Os dois principais regimentos de infantaria foram designados como 57º e 58º Regimentos. Os membros da LVF constituíam o núcleo do primeiro e a Sturmbrigade formava o núcleo do segundo. A LVF também tripulava o batalhão de artilharia, a companhia de quartel-general e a companhia de engenheiros. Em fevereiro de 1945, a unidade foi oficialmente elevada a divisão e renomeada para Divisão SS Charlemagne. Nesta altura tinha uma força de 7.340 homens;  1.200 homens da LVF, 1.000 da Sturmbrigade, 2.500 da Milice, 2.000 do NSKK e 640 eram antigos Kriegsmarine e da polícia naval.

## História operacional

### Pomerânia, fevereiro-abril de 1945

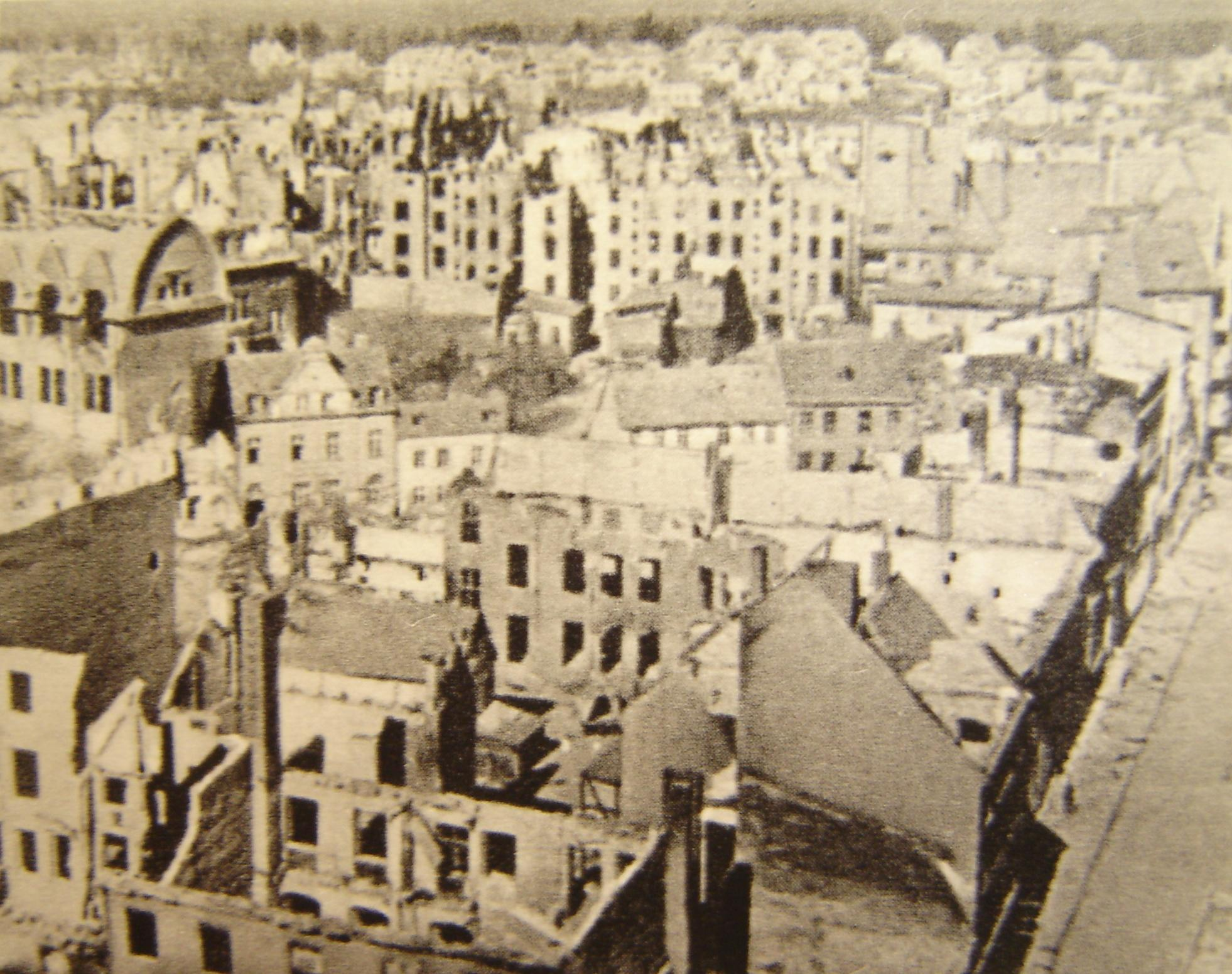
Vista de Kolberg (Kołobrzeg) na Pomerânia após a sua captura pelas forças soviéticas em março de 1945

A divisão foi enviada para combater o Exército Vermelho na Polónia, mas a 25 de fevereiro foi atacada em Hammerstein (atual Czarne) na Pomerânia, por tropas da 1ª Frente Bielorrussa soviética. As forças soviéticas dividiram a força francesa em três bolsas. Um grupo com Puaud foi destruído pela artilharia soviética e um segundo grupo tentou lutar para oeste, mas a 17 de março todos tinham sido capturados ou mortos em combate. Um terceiro grupo, comandado por Krukenberg, sobreviveu. Foi evacuado da costa pela Marinha alemã para a Dinamarca e mais tarde enviado para Neustrelitz para ser reequipado.
No início de abril de 1945, Krukenberg comandava apenas cerca de 700 homens organizados num único regimento de infantaria com dois batalhões (Batalhões 57 e 58) e um batalhão de apoio pesado sem equipamento. Libertou cerca de 400 homens para servirem num batalhão de construção; os restantes, cerca de 350, tinham optado por ir para a Batalha de Berlim. A 23 de abril, a Chancelaria do Reich em Berlim ordenou a Krukenberg que se dirigisse à capital com os seus homens, que foram reorganizados como Batalhão de Assalto (Sturmbataillon) Carlos Magno. Quando os homens se reuniram na Marktplatz de Alt-Strelitz, um Mercedes preto aproximou-se rapidamente. Quando o carro passou pela coluna de homens, Krukenberg e vários outros oficiais puseram-se rapidamente em sentido, reconhecendo o "Reichsführer-SS" Heinrich Himmler, que acabara de chegar de uma reunião privada com o Conde Folke Bernadotte no consulado sueco em Lübeck para oferecer condições de rendição aos "Aliados (Segunda Guerra Mundial)|Aliados Ocidentais". Os homens das SS ficaram desapontados com o facto de Himmler não ter parado e ter passado a toda a velocidade.
No início de abril de 1945, Krukenberg comandava apenas cerca de 700 homens organizados num único regimento de infantaria com dois batalhões (Batalhões 57 e 58) e um batalhão de apoio pesado sem equipamento. Libertou cerca de 400 homens para servirem num batalhão de construção; os restantes, cerca de 350, tinham optado por ir para a Batalha de Berlim. A 23 de abril, a Chancelaria do Reich em Berlim ordenou a Krukenberg que se dirigisse à capital com os seus homens, que foram reorganizados como Batalhão de Assalto (Sturmbataillon) Carlos Magno. Quando os homens se reuniram na Marktplatz de Alt-Strelitz, um Mercedes preto aproximou-se rapidamente. Quando o carro passou pela coluna de homens, Krukenberg e vários outros oficiais puseram-se rapidamente em sentido, reconhecendo o "Reichsführer-SS" Heinrich Himmler, que acabara de chegar de uma reunião privada com o Conde Folke Bernadotte no consulado sueco em Lübeck para oferecer condições de rendição aos "Aliados (Segunda Guerra Mundial)|Aliados Ocidentais". Os homens das SS ficaram desapontados com o facto de Himmler não ter parado e ter passado a toda a velocidade.

### Berlim, abril-maio de 1945
Cerca de 320 a 330 soldados franceses chegaram a Berlim a 24 de abril, depois de um longo desvio para evitar as colunas avançadas do Exército Vermelho. A 25 de abril, Krukenberg foi nomeado comandante do Sector de Defesa C (Berlim), que incluía a Divisão Nordland das SS, cujo anterior comandante, Joachim Ziegler, tinha sido destituído do seu comando no mesmo dia. Carlos Magno estava ligado a Nordland, cujos dois regimentos tinham sido dizimados nos combates. Ambos equivaliam a cerca de um batalhão. Os franceses caminharam de Berlim Ocidental para Berlim Oriental, até uma cervejaria perto da Hermannplatz. Aqui começaram os combates, com a Juventude Hitleriana a disparar "Panzerfausts" contra tanques soviéticos pertencentes a guardas avançados perto do Aeroporto de Tempelhof.
Apoiados por tanques Tiger II e pelo 11º Batalhão Panzer SS, os homens de Carlos Magno participaram num contra-ataque na manhã de 26 de abril em Neukölln. O contra-ataque deparou-se com uma emboscada das tropas soviéticas que utilizavam um tanque alemão Panther capturado. O regimento perdeu metade das tropas disponíveis em Neukölln no primeiro dia. Mais tarde, defendeu a Câmara Municipal de Neukölln. Dado que Neukölln foi fortemente penetrada por grupos de combate soviéticos, Krukenberg preparou posições de recurso para os defensores do Sector C em torno da Hermannplatz. Mudou o seu quartel-general para a Casa da Ópera. Enquanto a Divisão SS Nordland se retirava em direção à Hermannplatz, os franceses sob o comando do Hauptsturmführer [Henri Joseph Fenet]] e alguns elementos da Juventude Hitleriana destruíram catorze tanques soviéticos; uma posição de metralhadora junto à ponte Halensee reteve as forças soviéticas durante 48 horas.
O avanço soviético para Berlim seguiu um padrão de bombardeamentos maciços seguidos de assaltos utilizando grupos de batalha de limpeza de casas com cerca de 80 homens cada, com escoltas de tanques e apoio de artilharia de proximidade. Em 27 de abril, os remanescentes de Nordland foram empurrados para o distrito governamental central (sector Zitadelle) no sector de defesa Z. Aí, o quartel-general de Krukenberg em Nordland era uma carruagem na estação de U-Bahn de Stadtmitte (Berlin U-Bahn)|Stadtmitte]]. Os combates foram muito intensos e, em 28 de abril, 108 tanques soviéticos tinham sido destruídos no sudeste de Berlim, dentro da "S-Bahn". Os esquadrões franceses sob o comando de Fenet foram responsáveis por "cerca de metade" dos tanques. Fenet e o seu batalhão foram incumbidos de defender a área de Neukölln, Belle Alliance Platz, Wilhelmstrasse e Friedrichstrasse. Em 28 de abril, o Exército Vermelho iniciou uma ofensiva em grande escala no sector central. Carlos Magno estava no centro da zona de batalha em torno da Chancelaria do Reich. O homem das SS francesas Eugène Vaulot, que tinha destruído dois tanques em Neukölln, afirmou ter destruído mais seis perto do Führerbunker. Foi condecorado com a Cruz de Cavaleiro da Cruz de Ferro por Krukenberg a 29 de abril. Vaulot foi morto três dias depois por um atirador do Exército Vermelho. O segundo-tenente Roger Albert-Brunet destruiu quatro tanques soviéticos com o Panzerfaust em 29 de abril de 1945. Foi condecorado com a Cruz de Ferro de 1ª classe por Krukenberg. Durante os combates, Fenet foi ferido no pé. As forças soviéticas expulsaram o que restava do batalhão para as imediações do Ministério da Aviação do Reich, no distrito governamental central, sob o comando do SS-Brigadeführer Wilhelm Mohnke. Pelas acções de combate do batalhão durante a Batalha de Berlim, Mohnke concedeu a Cruz de Cavaleiro da Cruz de Ferro a Fenet em 29 de abril de 1945.
A 30 de abril, os últimos defensores na área do complexo do bunker eram maioritariamente constituídos por franceses da Divisão SS Charlemagne, sendo outros homens das Waffen-SS da Divisão SS Leibstandarte, da Divisão SS Nordland, das SS letãs e das SS espanholas da Legião Azul.{ Um grupo de SS franceses permaneceu na zona do bunker até ao início da manhã de 2 de maio.Na noite de 30 de abril, os homens das SS francesas ao serviço de Fenet tinham destruído mais 21 tanques soviéticos e utilizado um grande número das reservas de "Panzerfaust" da Chancelaria do Reich.Na noite de 1 de maio, Krukenberg disse aos homens que restavam para se dividirem em pequenos grupos e tentarem fugir.Reduzidos a cerca de trinta soldados, a maioria dos homens das SS francesas rendeu-se ao Exército Vermelho perto da estação ferroviária de Potsdamer.Krukenberg conseguiu chegar a Dahlem (Berlim)|Dahlem]] onde se escondeu num apartamento durante uma semana antes de se render às tropas do Exército Vermelho.
Tendo escapado de Berlim, Fenet e um pequeno resto da sua unidade renderam-se às forças britânicas em Bad Kleinen e Wismar. Alguns dos franceses, como Fenet, foram entregues ao exército soviético.Doze dos que tinham sido entregues às autoridades francesas pelo exército americano receberam a pena de morte por traição e foram executados.Fenet foi autorizado a receber tratamento para o seu ferimento no pé num hospital.Foi então devolvido a um campo de prisioneiros de guerra soviético e, pouco tempo depois, libertado.A maior parte dos restantes que conseguiram chegar a França foram detidos e enviados para prisões e campos dos Aliados.Fenet foi preso quando regressou a França. Em 1949, Fenet foi condenado por colaboracionismo e sentenciado a 20 anos de trabalhos forçados, mas foi libertado da prisão em 1959.

## Comandantes
- SS-OberführerEdgar Puaud (?? agosto de 1944 - fevereiro de 1945)
- SS-BrigadeführerGustav Krukenberg (fevereiro de 1945 - 25 de abril de 1945)[6]
- SS-StandartenführerWalter Zimmermann (25 de abril de 1945 - 8 de maio de 1945)

## Pessoal notável
- Charles Luca- ex-soldado e figura de proa dos movimentos paramilitares de extrema-direita do pós-guerra em França.
- Christian de la Mazière]] (1922-2006) - antigo soldado e um dos protagonistas longamente entrevistados no documentário de referência "A Dor e a Piedade" (1969).
- Léon Gaultier (1915-1997) - antigo oficial subalterno (Untersturmführer) ativo na política de extrema-direita do pós-guerra como conselheiro de propaganda do candidato de extrema-direita Jean-Louis Tixier- Vignancour[7] nas eleições presidenciais francesas de 1965|eleições presidenciais de 1965]] e, posteriormente, aliado político de Jean-Marie Le Pen e figura de proa do Frente Nacional (Front national) a partir de 1972.
- Saint-Loup (escritor)|Marc Augier]] (1908-1990), pseudónimo "Saint-Loup" - ex-soldado e jornalista de extrema-direita envolvido no apoio ao domínio das minorias brancas na África Austral, autor de vários livros sobre as Waffen-SS na cultura popular [8].
- Pierre Bousquet (1919-1991) - antigo chefe de secção (Rottenführer) ativo na política neonazi do pós-guerra em França e, posteriormente, tesoureiro e cofundador da Frente Nacional.
- René Binet (neofascista)|René Binet]] (1913-1957) - ex-soldado descrito como "um dos propagandistas mais enérgicos e venenosos da extrema-direita francesa no imediato pós-guerra" e um influente teórico do supremacismo branco.

### Citações=
1. ↑  Littlejohn 1987, pp. 170, 172.
2. ↑  Beevor 2002, p. 352.
3. ↑  Felton 2014, pp. 145, 147, 150.
4. ↑  Weale 2012, p. 407.
5. ↑  Hamilton 2020, pp. 349, 386.
6. ↑  Forbes 2010, p. 158.
7. ↑  Shields 2007, p. 127.
8. ↑  Shields 2007, pp. 120-1.